# 뽑을 만한 후보가 없다!
뽑을 만한 후보가 없당!(영어: No Candidate Deserves My Vote!, 자주 쓰이는 약칭은 NCDMV!, 웨일스어: Nid oes un ymgeisydd yn haeddu fy mhleidlais)는 영국에서 등록된 정당이다. 당의 핵심 정책은 차후에 모든 투표용지에 '지지 후보 없음' 란을 추가하는 식의 선거 개혁을 이루는 것이다. 이 방식을 통해 불만이 있는 유권자들은 현재 이들 정당 중에서 지지하는 당이 없다고 의사를 내비치는 쪽에 투표할 수 있다는 것이다.
이 당은 2001년 6월 7일 허트퍼드셔 주의회 선거에서 찍을 만한 후보가 없당! 이라는 이름으로 등록되고 후보 몇 명이 출마했는데, 선거 결과 가장 좋은 결과로 따지면 세인트앨번스사우스 지역구에서 2.5% (174표)의 득표율을 보였다. 당에서는 긍정적인 면에서의 기권 기회를 제공하는 것이 투표율을 끌어올리는 데 도움이 될 수 있다는 견해를 밝혔다.